# Leptolalax heteropus
Leptolalax heteropus  — вид жаб родини азійських часничниць (Megophryidae). 

## Поширення
Вид поширений у Малайзії і на півдні Таїланду. Його природними місцями проживання є вологі тропічні низинні ліси, вологі гірські ліси і річки. 

## Опис
Самці сягають завдовжки 24-29 мм (0.94-1.14 дюйма), а самиці в 32-36 мм (1.3-1.4 дюйма). Ці жаби зазвичай трапляється на листках дрібних рослин поблизу землі.